# Света Луција на Светском првенству у атлетици у дворани 2016.
Света Луција је учествовала на Светском првенству у атлетици у дворани 2016. одржаном у Сопоту од 7. до 9. марта шести пут. Репрезентацију Свете Луције представљале су две атлетичарке које се такмичиле у две дисциплини.,
На овом првенству такмичарке Света Луција нису освојиле ниједну медаљу али је оборен један национални рекорд. У табели успешности (према броју и пласману такмичара који су учествовали у финалним такмичењима (првих 8 такмичара} Света Луција је са једном учесницом у финалу делила 37. место са 4 бода.
| Плас. | Земља        | 1. место | 2. место | 3. место | 4. место | 5. место | 6. место | 7. место | 8. место | Бр. финал. | Бод. |
| ----- | ------------ | -------- | -------- | -------- | -------- | -------- | -------- | -------- | -------- | ---------- | ---- |
| =37.  | Света Луција | 0        | 0        | 0        | 0        | 1        | 0        | 0        | 0        | 1          | 4    |

## Учесници
Жене:
- Леверн Спенсер — Скок увис
- Макеба Алсиде — Петобој

## Резултати

### Жене
| Атлетичарка    | Дисциплина | Лични рекорд | Квалификације | Квалификације | Финале   | Финале      | Детаљи |
| Атлетичарка    | Дисциплина | Лични рекорд | Резултат      | Место         | Резултат | Место       | Детаљи |
| -------------- | ---------- | ------------ | ------------- | ------------- | -------- | ----------- | ------ |
| Леверн Спенсер | Скок увис  | 1,95 НР      |               |               | 1,93     | 5 / 11 (12) |        |

#### Петобој
| Дисциплина   | Макеба Алсиде | Макеба Алсиде | Макеба Алсиде | Макеба Алсиде | Макеба Алсиде | Макеба Алсиде |
| Дисциплина   | Лич. рек.     | Резултат      | Бод.          | Плас.         | Укупно        | Плас.         |
| ------------ | ------------- | ------------- | ------------- | ------------- | ------------- | ------------- |
| 60 м препоне | 8,31          | 8,47          | 1.024         | 7.            | 1.024         | 7.            |
| Скок увис    | 1,89          | 1,76          | 928           | 10.           | 1.952         | 10.           |
| Бацање кугле | 13,20         | 13,46 НР      | 758           | 7.            | 2.710         | 8.            |
| Скок удаљ    | 6,15          | 5,89          | 816           | 10.           | 3.526         | 9.            |
| 800 м        | 2:12.05о      | 2:18,65 ЛРС   | 842           | 4.            | 4.368         | 9.            |
| Петобој      | 4.569 НР      |               |               |               | 4.368         | 9 / 12        |